# Romane Temessek
Romane Sarah Temessek, född 19 februari 2009, är en fransk konstsimmare.

## Karriär
Vid ungdoms-VM 2023 i Aten tog Temessek guld i det fria soloprogrammet och silver i figurer. Vid ungdoms-EM 2024 i Aten tog hon guld i det fria soloprogrammet. Vid junior-EM 2024 i Cottonera var Temessek en del av Frankrikes lag som silver i det fria lagprogrammet och brons i det tekniska lagprogrammet.
Vid konstsim-EM 2025 i Funchal var Temessek en del av Frankrikes lag som tog brons i det tekniska lagprogrammet. Vid junior-EM 2025 i Aten tog hon brons i det tekniska parprogrammet tillsammans med Lou Thuillier.